# 한국국민당 (1935년)
한국국민당(韓國國民黨)은 대한민국의 한국의 독립운동단체로 1935년 김구를 중심으로 이동녕, 이시영, 조완구, 차이석, 송병조, 김붕준, 엄항섭, 조성환 등이 함께 설립하였다.
중일전쟁 도중 충칭으로 옮겨와서 중국에 있던 독립운동 7개의 단체중 공산주의 전선인 조선민족혁명당, 조선민족해방동맹, 조선민족전위동맹, 조선혁명자연맹을 제외한 민족운동 진영의 한국국민당, 한국독립당, 조선혁명당만이 한국독립당으로 통합하였다.